# 시마다치촌
시마다치촌(島立村)은 나가노현 히가시치쿠마군에 존재했던 촌이다 (1876년 7월 29일 - ). 1954년 4월 1일에 쇼와의 대합병으로 마쓰모토시에 편입되었다. 구촌역은 현재의 사마다치 지구에 해당한다.
전체적으로 수평한 지형으로 논이 많다. 합병 당시에는 전체 가구의 3분의 2가 농사를 짓고 있었다. 채소 재배도 활발하여 토마토 퓨레 공장이 있었다. 동부에 나라이 강이 있었지만, 논으로의 취수는 아즈사 강으로부터였다. 요지상 사람의 무덤이 있다

## 역사
- 1889년 4월 1일 - 정촌제 시행에 의해 히가시치쿠마군 시마다치촌이 단독으로 자치체를 형성하였다.
- 1954년 4월 1일 - 마쓰모토시에 편입해, 동일 시마우치촌은 폐지되었다.